# 歯石

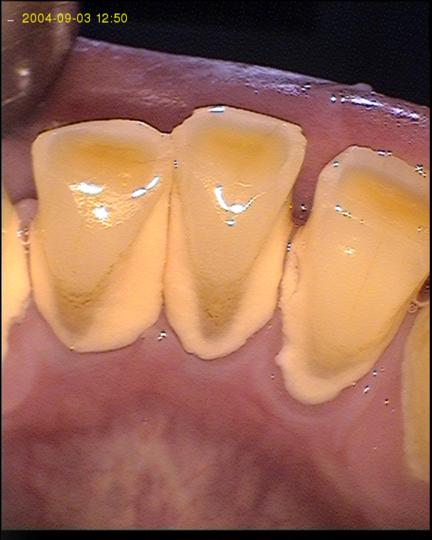
歯肉縁周囲についている黄変部が歯石(歯肉縁上歯石)

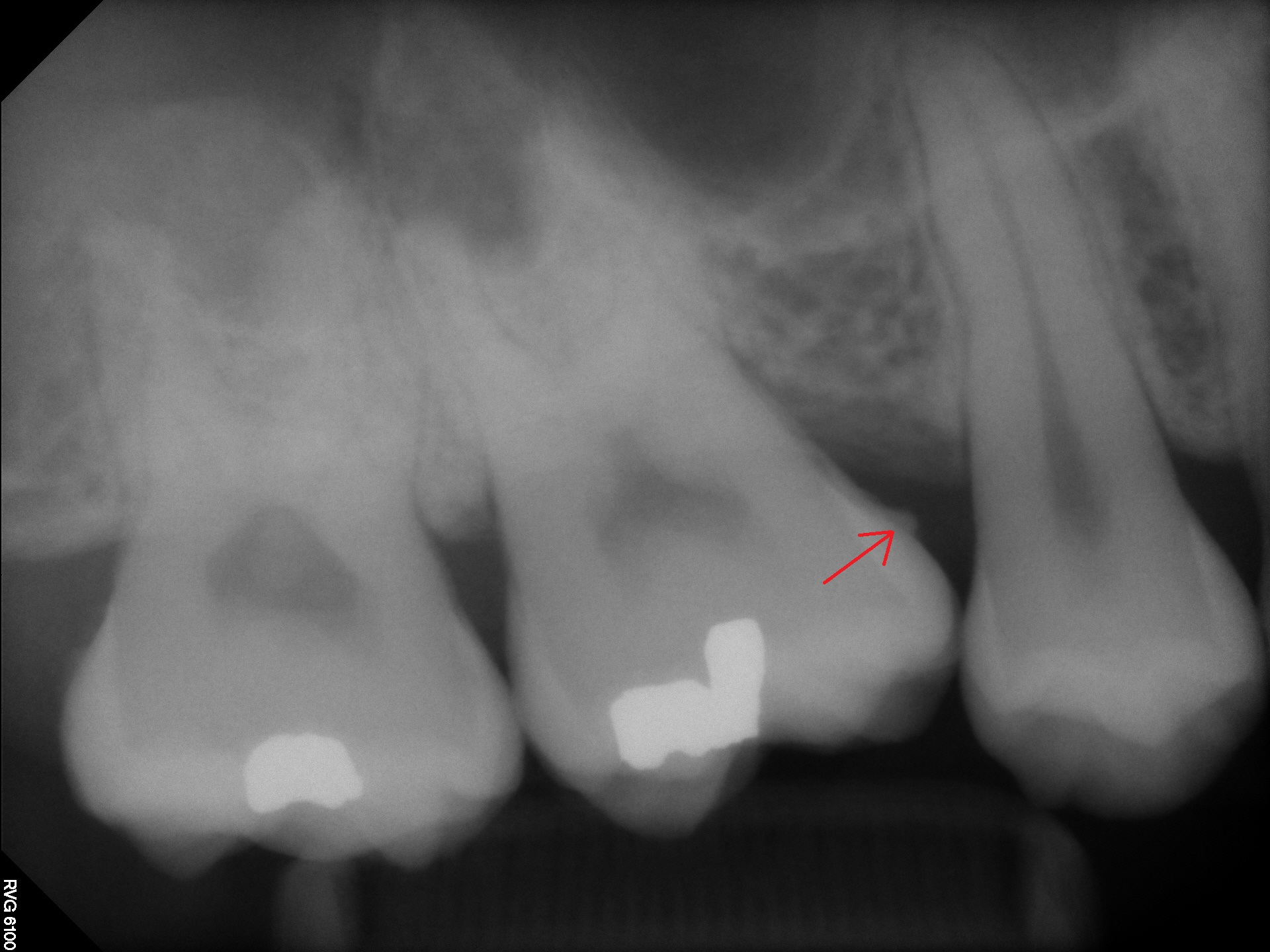
レントゲン写真の歯石沈着（赤い矢印で示す）

歯石（しせき、calculus, tartar）は、歯に付着したプラークが除去されないまま長期間堆積し石灰化した沈着物。
歯石自体には病原性はないとされるが、新たなプラークが付着しやすくなるため、歯周疾患の原因とされ、歯石の除去は歯周治療においてとても重要である。

## 概説
歯石は長期間除去されないままになっているプラークが唾液や歯肉溝滲出液に由来するカルシウムによって石灰化して形成される。
歯周組織の状態は歯周組織の破壊されている進行度と歯石の沈着量に大きく関係している。歯石そのものに直接的な病原性はないが、歯石表面は粗造であるためプラークの付着が容易になりプラーク蓄積の増悪因子となる。蓄積したプラークは歯周組織に炎症・破壊の刺激をもたらす主要因となる。

## 種類
歯肉の辺縁を基準に、歯肉縁より上に出来るものを歯肉縁上歯石、歯肉縁より下に出来るものを歯肉縁下歯石といい、その性質は大きく異なる。

### 歯肉縁上歯石
歯肉縁より上にできる歯肉縁上歯石は唾液中の成分に由来するもので灰白色を呈する。唾液腺の開口部が好発部位である。形成速度は速いが歯面への固着力は弱く比較的容易に除去することができる。

### 歯肉縁下歯石
歯肉溝内もしくはポケット内の歯肉溝滲出液や感染した歯周組織からの浸出液、血液由来の黒褐色の歯石である。形成速度は歯肉縁上歯石に比べると遅いが、密度が高く固着力も強いため除去は困難である。

## 成分
歯肉縁上歯石では16 - 51%（最大80%）が、歯肉縁下歯石では32 - 78%が無機質で残りが有機質である。

### 無機質
四種類のリン酸カルシウムを主成分とし、他に炭酸カルシウムやリン酸マグネシウムなどが存在する。

### 有機質
菌体成分、剥離上皮細胞、白血球等が存在する。歯肉縁上歯石では唾液糖タンパク質も含まれる。

## 予防
いったん歯石になってしまうと患者がブラッシングで除去することが困難になってしまう。そのためプラークの段階で除去することで予防する。最も基本的な予防としてブラッシングがあるが、個人での完全なプラーク除去は不可能とされる。歯ブラシのみで58%、歯ブラシ+デンタルフロス、歯間ブラシで95%の除去が可能との報告がある。
ピロリン酸・酢酸亜鉛入りの歯磨剤は有効である。

## 除去
歯肉縁上歯石か歯肉縁下歯石かを問わずいったん歯石になってしまうとブラッシングでの除去は困難である。そのためスケーリングによる歯石の物理的排除が必要となる。
ただし、歯肉縁下歯石については探針等による触知しかできない場合や触知すら困難な場合がある。歯肉縁下歯石で歯周ポケット深部に蓄積した歯石はスケーラーの到達が困難だったり、触知できず取り残すおそれがあるため、歯肉剥離により歯石除去を行う歯周外科手術を行うこともある。